# Stefano Gabbana
Stefano Gabbana (n. 14 de noviembre de 1962 en Milán Italia) es uno de los cofundadores y diseñador de la casa Dolce & Gabbana.

## Biografía
Diseñador gráfico de profesión, conoció a Domenico Dolce cuando fueron a trabajar como ayudantes en un taller de moda en Milán. Frente al trabajo de los mismos en conjunto se dio inicio a la actividad de la casa en 1982.

## Cine y televisión
Gabbana aparece en el documental de 2013, Scatter My Ashes en Bergdorf, sobre la industria de la moda. También hizo un cameo en Woody Allen en la película To Rome with Love en 2012, y fue presentador en los MTV Europe Music Awards en 2002. Gabbana también participa en la película de 1995, dirigida por Giuseppe Tornatore, "The Star Maker" ("L Uomo delle stelle" su nombre en italiano).